# Xã Harlem, Quận Stephenson, Illinois
Xã Harlem (tiếng Anh: Harlem Township) là một xã thuộc quận Stephenson, tiểu bang Illinois, Hoa Kỳ. Năm 2010, dân số của xã này là 2.275 người.